# 赤ずきんチャチャ
『赤ずきんチャチャ』（あかずきんチャチャ）は、彩花みんによる日本の漫画作品。『りぼん』（集英社）1992年7月号から2000年8月号までにかけて連載された。単行本全13巻、文庫版全9巻。
魔法の国のうらら学園を舞台に見習い魔法使いのチャチャが仲間たちと巻き起こす（巻き込まれる）ドタバタを描いた学園ギャグ作品である。略称は「チャチャ」。

## ストーリー
チャチャは赤いずきんがトレードマークの、魔法使いのたまご。もちもち山の小さな家で、世界一の魔法使い、セラヴィーの弟子として生活している。魔法の腕は未熟で、とんでもない失敗を引き起こしてばかりだが、セラヴィーや幼馴染でボーイフレンド兼ペットの狼男リーヤと共に、楽しく日々を過ごしている。
ある時、チャチャとリーヤはひょんなことから、うりずり山に住むセラヴィーから世界一の称号を奪うことを狙う魔女、どろしーの城を訪れた。どろしーの弟子しいねはチャチャを見るなり彼女に一目惚れしてしまい、以来、チャチャ、リーヤと行動をともにするようになる。
初期の頃は、師匠と魔法使いの試験として鬼ごっこをするといったストーリー性も見られたものの、突然うらら学園へ通うことになり、学園物の漫画になった。初期は32ページ連載であったが、中盤以降は半分ほど減らされて16ページ連載となる。第12巻で学園を卒業して新展開も迎えたが、あまり活かされることなく、最終回を迎えることになった。
1話 - 10話
元々読み切りの漫画として始まった『赤ずきんチャチャ』は、第2話より鬼ごっこによる検定が始まり、チャチャはセラヴィー、しいねはどろしーを追いかけるため、リーヤも加えた3人で師匠達を捜す旅に出る。この旅が幕を下ろした後、チャチャ達は魔法の国へと引っ越す。コミックス1巻と2巻に収録。
11話 - 78話
魔法の国に引っ越したチャチャ達は、本格的に魔法を勉強するためうらら学園に入学する。原作のストーリーはほとんどがこの学園に通っている時の出来事である。このパートは最も長く、3巻から11巻まで続いた。
アニメ化された範囲を過ぎた6 - 7巻辺りを境として、登場キャラクターの性格やギャグの持ち味が初期とは異なるものに変化していく。
79話 - 93話
うらら学園を卒業したチャチャ達は、正義のヒーローになれるという広告を見つけて就職。その名も、「貴方のマジカルレンジャー」。チャチャも服を改め、襲いかかる敵や、迷惑な人たちを食い止める……のだが、さらに迷惑を広めている感も否めなかった。そんな中、突然セラヴィーが実は魔界の大魔王の第一子、つまり次期大魔王だということが分かり、それらにまつわるストーリーが12巻と13巻（完結）に描かれている。

## 登場人物
チャチャ
赤い頭巾がトレードマークの魔法使いの少女。セラヴィーの弟子で、魔法は失敗が多い。リーヤのことが好きで本命のようだが、犬として好きであるかのようにも取れる。
セラヴィー
世界一の魔法使い。チャチャの師匠で、どろしーとは幼馴染。何をやらせても優秀だが、突飛な変装で都合よく通りすがるなど、性格が独特で変なところがある。幼少のどろしーをモデルにした人形「エリザベス」を常に持ち歩いており、よく腹話術で会話する。
どろしー
セラヴィーから世界一の座を狙っている魔法使いで、しいねの師匠。根性悪魔女とされるが、幼馴染の異性でもあるセラヴィーには複雑な感情がある様子。
リーヤ
月が無くても変身できる狼男の少年。大食漢で、怪力の持ち主。ただし変身してもほとんど犬にしか見えず、知能もいわゆる天然なので「バカ犬」と揶揄されることもしばしば。チャチャとは幼馴染で、好意を抱いている。
しいね
どろしーの弟子の魔法使いである少年。自称を含めてほとんどの場合「しいねちゃん」と呼ばれる。チャチャに一目惚れし、リーヤと三角関係になりながらも3人で行動を共にするようになる。

## 書誌情報

### 漫画

#### 単行本
- 彩花みん 『赤ずきんチャチャ』 集英社 〈りぼんマスコットコミックス〉、全13巻
  1. 1993年2月15日発売[2]、ISBN 4-08-853650-9
  2. 1993年10月15日発売[3]、ISBN 4-08-853694-0
  3. 1994年5月13日発売[4]、ISBN 4-08-853732-7
  4. 1994年10月14日発売[5]、ISBN 4-08-853759-9
  5. 1995年3月15日発売[6]、ISBN 4-08-853786-6
  6. 1995年8月8日発売[7]、ISBN 4-08-853810-2
  7. 1996年3月15日発売[8]、ISBN 4-08-853846-3
  8. 1997年1月14日発売[9]、ISBN 4-08-853897-8
  9. 1998年1月14日発売[10]、ISBN 4-08-856059-0
  10. 1998年12月7日発売[11]、ISBN 4-08-856115-5
  11. 1999年11月15日発売[12]、ISBN 4-08-856174-0
  12. 2000年5月15日発売[13]、ISBN 4-08-856205-4
  13. 2000年9月14日発売[14]、ISBN 4-08-856226-7
- 彩花みん 『赤ずきんチャチャN』 集英社 〈マーガレットコミックス〉、全5巻
  1. 2013年11月25日発売[15]、『Cookie』2011年5月号[16]、2012年1月号別冊ふろく『笑納ギャグ劇場』[17]、2012年8月号[1] - 2013年11月号、ISBN 978-4-08-845122-0
    - ようこそマジカルワールドへ!!（描きおろし）
    - 彩花みん先生まったりインタビュー（描きおろし）

  2. 2015年5月25日発売[18]、『Cookie』2014年1月号 - 2015年5月号、ISBN 978-4-08-845393-4
    - 赤ずきんチャチャN 特別4コマ!（『Cookie電子版』2015年5月号）

  3. 2016年9月23日発売[19]、『Cookie』2015年7月号 - 2016年9月号、ISBN 978-4-08-845643-0
    - 赤ずきんチャチャN 特別4コマ!（『Cookie電子版』2016年9月号）
    - チャチャ誕生秘話インタビュー（『Cookie』2016年7月号）

  4. 2018年1月25日発売[20]、『Cookie』2016年11月号[21] - 2018年1月号、ISBN 978-4-08-845883-0
    - しいねちゃん&ポピィ君のチャチャランキング![21]（『Cookie』2016年11月号）
    - チャチャ×クッキーギャグ作品 トリビュート4コマ[21]（『Cookie』2016年11月号）

  5. 2019年9月25日発売[22]、『Cookie』2018年3月号 - 2019年9月号、ISBN 978-4-08-844240-2
    - 赤ずきんチャチャN おまけまんが（描きおろし）

#### 文庫本
- 彩花みん 『赤ずきんチャチャ』 〈集英社文庫〉、全9巻
  1. 2006年1月18日発売[23]、ISBN 4-08-618417-6
  2. 2006年1月18日発売[24]、ISBN 4-08-618418-4
  3. 2006年3月17日発売[25]、ISBN 4-08-618419-2
  4. 2006年3月17日発売[26]、ISBN 4-08-618420-6
  5. 2006年5月18日発売[27]、ISBN 4-08-618421-4
  6. 2006年5月18日発売[28]、ISBN 4-08-618422-2
  7. 2006年7月14日発売[29]、ISBN 4-08-618423-0
  8. 2006年7月14日発売[30]、ISBN 4-08-618424-9
  9. 2006年8月10日発売[31]、ISBN 4-08-618425-7

### 小説
- 原作:彩花みん、著者:山田隆司 『マジカル･ストーリー 赤ずきんチャチャ』 集英社 〈コバルト文庫〉、全10巻
  1. 1994年3月3日発売[32]、ISBN 4-08-611831-9
  2. 1994年5月2日発売[33]、ISBN 4-08-611853-X
  3. 1994年8月3日発売[34]、ISBN 4-08-611885-8
  4. 1994年11月2日発売[35]、ISBN 4-08-614014-4
  5. 1995年1月3日発売[36]、ISBN 4-08-614034-9
  6. 1995年3月3日発売[37]、ISBN 4-08-614053-5
  7. 1995年4月27日発売[38]、ISBN 4-08-614074-8
  8. 1995年7月1日発売[39]、ISBN 4-08-614094-2
  9. 1995年9月1日発売[40]、ISBN 4-08-614114-0
  10. 1995年11月2日発売[41]、ISBN 4-08-614136-1

### 絵本
- 彩花みん 『赤ずきんチャチャ』 集英社、全3巻
  1. おさわがせ魔法つかい登場の巻（1994年6月発行、ISBN 4-08-302037-7）
  2. ライバルはぶりっこ人魚の巻（1994年7月発行、ISBN 4-08-302038-5）
  3. あま〜い戦い!?おかし対決の巻（1994年7月発行、ISBN 4-08-302039-3）
- 原作：彩花みん、著者：山内昇寿郎 『赤ずきんチャチャ』 集英社 〈りぼんミニ絵本〉、全2巻
  1. チャチャとへんしん（1995年4月発行、ISBN 4-08-302042-3）
  2. チャチャとあそぼっ!!（1995年4月発行、ISBN 4-08-302043-1）

### 単行本未収録作品
- 赤ずきんチャチャN 特別編（『Cookie』2020年7月号）

## アニメ
1994年1月7日から1995年6月30日まで、テレビ東京系列にて放送。全74話。
原作の第1話から第30話までが元となっている。
原作漫画とアニメは基本的な人物設定は共通だが、後述の通り、スポンサーの意向でストーリーが大きく異なっており、スラップスティックな原作の内容に加え、中盤までは敵キャラとの戦闘を前提とした変身魔法少女ものの要素が付加されている。原作漫画にない要素が追加されている。
若手・新人の演出家や声優を複数起用し、アニメ開始当初はアニメ雑誌などでも決して注目されていなかったが、キャラクターのぶつかり合いに加え、実験的ともいえるギャグ演出に急速に評判が高まり、3度にわたってアニメ雑誌の表紙を飾るまでになった。また、少女漫画では珍しく男児からの人気が高かった。
最高視聴率は関東地区で15.8%（1994年1月28日放映の第4話）。
テレビシリーズ終了後に、OVAとして3つのエピソードが30分シリーズの体裁でリリースされた。
映像ソフト化については、VHS版・LD版・DVD-BOXがリリースされ、2024年にはBlu-rayボックスもリリースされた。

### ストーリー（アニメ）
ある時、魔界に強力な魔力を持つ大魔王が現れ、国王と王妃を石像に変え、その娘・チャチャをも倒そうとしたが、国王の父、大王であるジーニアスによって城に結界が張られ大魔王は城に封じ込められた。しかし、ジーニアスは大魔王の魔力によって小さな宝石にされてしまった。国に仕えていた若きセラヴィーは、まだ幼い赤ん坊のチャチャと、ジーニアスである小さな宝石を手に、安全な山奥へ逃げ込んだのである。それから、数年後、チャチャの居所を掴んだ大魔王は次々とチャチャに刺客を送り、王家の血を絶やそうとする。
チャチャが魔法学校へ通い出す頃、セラヴィーよりプリンセスメダリオンというアイテムを託される。また同時にブレスレット、リングを最も信頼できる2人に渡せと言われていた。それからすぐ、ピンチが訪れた。師匠セラヴィーが捕まり、やられそうになった時である。チャチャはそばにいたリーヤとしいねちゃんにそれぞれ1つずつ、アイテムを渡すと、突然それぞれのアイテムに秘められた宝石が共鳴し合い、「愛よ」「勇気よ」「希望よ」というかけ声のもと、チャチャはマジカルプリンセスに変身し、ビューティーセレインアローで敵の悪い心を射抜き、うらら学園で次々と現れる刺客を倒すこととなる。
うらら学園卒業後、ある敵が現れた。魔界の魔力によって支配されたしいねちゃんの父、アクセスである。彼はビューティーセレインアローを手で受け止め、その力を示した。これにより、チャチャ達はより強力な武器が必要であると悟り、不死鳥の剣・ウィングクリスを探すことになる。その後、ついにアクセスと決着し、しいねの母親も奪還する。
そして、チャチャたち3人はついに大魔王の城に向かう旅を開始する。これ以降の敵のいくつかは大魔王の城にたどり着くために必要な「コイン」をドロップするようになる。その途中でチャチャたちは、敵の強力な攻撃にやられそうになり、治療のために旅を一時中断して帰宅。そして防御のためにバードシールドを探すことになり、旅を再開。これらの武器を携え、すべてのコインを集めたチャチャたち8人は「8人の聖戦士」となって大魔王の城に召喚される。そして大魔王と戦いの末、ついにチャチャは大魔王を倒し、国王、王妃、祖父が元に戻って魔法の国に平和が訪れる。
チャチャたちはしばらくお城で暮らすが結局馴染めず、第53話で中等部が開設されたうらら学園に再入学し、チャチャもセラヴィーのもとでの生活に戻ると同時に、世界一防衛戦が始まる。しかし、「国王の印」であるホーリーバードが悪の心を持つモンスターに強奪されて暗黒魔界の封印が解かれる危機が訪れる。第56話にて、プリンセスメダリオンは暗黒魔界に通じる穴を塞ぐため封印された。同時にマジカルプリンセスも封印された。その後、チャチャはジーニアスよりお助けアイテムとして、「おたすけブーメラン」をもらう。
中等部に入ったものの、あまりに魔法の勉強に熱が入らないチャチャを見越してセラヴィーは世界一の魔法使いの座をチャチャに譲る。しかし、チャチャは次第に戦いばかりの毎日、不自由な生活に世界一を辞めたい気持ちになり、他の人に譲ろうとする。だがそれを察したセラヴィーは世界一の魔法使いの座が他の人の手に渡る前に、チャチャを氷付けにし、奪還する。
その後、ついにどろしーとの結婚を決意したセラヴィーだったが、それには若干の裏があった。

### 製作
アニメ化は玩具メーカーのタカラ（後のタカラトミー）の主導で行われた。
本作で演出を務めた佐藤竜雄によると、当初はタカラが亜細亜堂と合弁で設立した「ジャパンタップス」が制作会社として内定され、原作の要素に『魔法陣グルグル』のようなRPG要素を加えた作品として制作される予定だったが、製作に広告代理店の旭通信社（後のADKホールディングス）が加わった後、制作会社がスタジオぎゃろっぷへと変更され、内容や設定も後述のように改変された。制作会社は変更となったものの、ジャパンタップスはタカラの要望でグロス請けとして制作に参加した。

#### シナリオ・設定
アニメ化にあたり、タカラの意向でストーリー・設定の大幅な変更が行われた。原作には玩具化できそうなアイテムが皆無だったことや、その当時対象とされた視聴者層に『美少女戦士セーラームーン』が大人気だったこともあり、魔法の国の学校を舞台に悪ガキどもが騒動を起こすという舞台設定を基本としつつ、美少女変身ヒロイン冒険活劇の要素が加えられた。人物設定はそのまま流用しながら、魔法の国を乗っ取り支配する大魔王を討つため、王女チャチャが変身して戦うというストーリーに変更された。異例とも言える改変だった。
このようなアニメ化に際してのストーリー・設定の変更は、原作者が了解した上で行われるのが前提であり、本作に関しては、コバルト文庫から『赤ずきんチャチャ』10巻において、作者（アニメ版脚本）の山田隆司によるあとがきに、打ち上げパーティーに原作者の彩花みんが駆けつけ、スタッフを労ったエピソードが紹介され、同書籍の作者のインタビューでは、アニメ版のネタを原作漫画に使った件を含めて、よくできた作品だと好意的であり、マリンとやっこちゃんはアニメ版の方が気に入っているとしている。放映中のアニメ雑誌における取材に対しても、（マジカルプリンセスの退場について）「かっこいい変身シーンがなくなっちゃうのが残念です」、（アニメ化されたことへの感想として）「幸せです」、「アニメのチャチャはおもしろいです。どんどん応援して下さい」とコメントしている。また、アニメオリジナルのキャラクター（チャチャとしいねの両親）やセリフなどが原作に逆輸入されている。なお、これらの要素は後番組に引き継がれた。
当作品のアニメ版は4クール（1年間）の予定で放映開始されたものの、制作サイドの予想以上の人気を集めて放映続行の要望も強かったことから、2クール延長して放映されるという措置がとられた。大魔王との戦いは4クール目までで決着してしまったことから、マジカルプリンセスは5クール目開始してしばらくしてから「変身アイテムの封印」という形で退場となった。大魔王戦決着後もしばらくはアニメ独自の展開として世界一争奪戦が繰り広げられていたが、その後は原作に近い単発エピソードが主になった。
なお、企画協力としてクレジットされている高橋良輔は、単なる名義貸しではなく事実上のシリーズ構成として積極的に制作に参加しており、マジカルプリンセスなどのアニメオリジナルの設定を考案し、一部の回では脚本も執筆した。

#### 演出・作画
若手演出家の大地丙太郎や佐藤竜雄、そして前番組より引き続き参加した桜井弘明らによる本作で才能を発揮させキャラクターを暴走させる演出で注目され、まとめて「チャチャ三羽烏」と称された。また、音響監督の田中一也（後のたなかかずや）も本作にてデビューした新人であった。
彼らなどが本作で定着させた演出技法のひとつに、その場面に登場する人物の会話を本筋と関係がなくても余さず収録するというものがある。これはアフレコ台本にもそれぞれのセリフが段を分けて記載されており、その結果台本が厚くなるという現象もあった。本作はステレオ放送だったため、この演出の効果は大きかった。大地によると、この演出はアニメの音響監督の経験がまだなかった田中だからこそ実現できたとされる。
ただ、これらの演出に加えて本作に参加していたアニメーターの和田高明らによる枚数制限超過の頻発で、グロス請けを請け負っていた制作会社「フィルムマジック」が倒産する引き金となった。
また、日本文化に抵抗感を抱く他国への輸出についての配慮も踏まえて制作しており、劇中に登場する文字は魔法文字・漢字・アルファベットのみが使用され、日本語の仮名は一切使用しないルールが定められていた。しかしながら、第18話でチャチャが召喚魔法に失敗して出した（焼肉の）「たれ」はギャグを成立させるには文字表記せざるを得なかったため唯一の例外として平仮名が登場している他、寿司や忍者といった日本のイメージが前面に出たエピソードがしばしば存在し、例えば『빨간망토 챠챠』（赤いマントのチャチャ）というタイトルで大韓民国にて放送された際、それらが登場する第11話・第12話・第16話・第21話・第39話・第46話・第48話・第62話・第71話は未放送となった他、第6話でチャチャが魔法で出現させたうさぎの怪獣が日の丸扇子を持って踊るシーンなどもカットされている。

#### キャスティング
キャスティングに関しても、演出スタッフ同様に新人や出演経験の少ない声優や声優以外の役者をレギュラーキャラクターに起用された。アイドルグループ「SMAP」から声優未経験の香取慎吾を起用したことに加え、主人公にあてられた鈴木真仁やお鈴ちゃん役の並木のり子はまったく無名の新人だった。代々木アニメーション学院が番組に出資していたため、卒業生の新人を積極的に起用していたことから番組放映開始時の主要キャストは演技の未熟さがあり、現場に立ち会った三井秀樹によると、チャチャ役の鈴木、やっこ役の赤土、マリン役の櫻井の3名は他の共演者の収録後に居残りで別録りをしていたという。
チャチャ役の鈴木は当時を振り返り「共演者の方がベテランばかりだったので、100パーセントやっても、周りに追いつかないと言うのが辛かった」とほぼ未経験にもかかわらず主演に抜擢されたことへの苦労と共に「あの当時、先輩に言われて分からなかったことが、経験を積むと分かってくる。痛い思いやつらい思いをしないと成長しないんだなって、本当に今になって感じています」と語っている。鈴木の驚愕した場面などでのつぶれた声など独特の発声は、パソコン通信などの媒体では「な゛ん゛な゛の゛よ゛〜」などと濁点を付けて表現され「濁点ボイス」とも呼ばれた。
リーヤ役の香取は、収録に真摯に取り組んでいたという。収録は多忙な香取のスケジュールを汲み、アフレコとしては異例の朝9時から行われた。また、香取は多忙さ故にスタジオ入り後は大抵本番直前まで仮眠を取っていたというが、出番直前に共演者が起こすとパッと台本を持ってピタリと（台詞を）あてたといい、共演した三ツ矢雄二は後に「こいつは天才か!」「『やっぱり選ばれし人間なんだ、アイドルは』と思いました」と語っている。また、収録時にはネット等が無い時代にもかかわらず女性ファンがアフレコスタジオに駆けつけていたといい、三井秀樹いわく「スタジオに入らなくても香取慎吾君が居るかどうかすぐわかった」という。また、香取が子供の頃に雑草にマヨネーズをかけて食べたことがあるというエピソードは、リーヤの過去の体験という設定でそのまま作品に反映されている。
テレビドラマ『古畑任三郎 vs SMAP』（フジテレビ）で、田村正和演ずる古畑任三郎が、本人役で出演した香取との会話の際に本作を話題に挙げ、「いい作品でした」と語っている。
なお、後に本作と同じく金曜18時枠にて放送されたアニメ『こどものおもちゃ』第24話にて、登場キャラクターのばびっとがやっこちゃんの変装をして登場するシーンがある。なお、ばびっとは同話にて、本作でやっこちゃん役を務めた赤土が代役を務めていた。

#### ソフト発売時の改変
放送終了から2年後の1997年にLD-BOXが発売されたが、諸事情により本放送時からは改変が行われている箇所がある。
例えば、後述の通り「君色思い」は歌手が異なっている。これは映像ソフトの発売元が、SMAPのCDの専属契約会社であるビクターではなくキングレコードだったことから、SMAPの所属事務所であるジャニーズ事務所との権利関係と意向により、キング・ビクター・ジャニーズの三社間の合意が得られなかったためとされている。同様の理由でドラマCDにはSMAPメンバーの香取慎吾演じるリーヤの出番がない。なお、2020年2月から2021年春頃にかけてBSアニマックスで放送された際はオリジナル版のオープニングが使われたほか、2021年8月にdアニメストアで配信された際もオリジナル版が使用されている。その後、2024年4月24日に発売されるBlu-rayボックスでは、SMAPによる放送時のバージョンの「君色思い」が初めて収録されることとなった。
また、作品中でしばしば見られるパロディや他作品を意識したシーン等に使われた他作品の楽曲のほとんどが差し替え及び無音化されている。これは楽曲を使用する際の許諾が本放送に限るものだったためである。なお、その内作中で使用された『ウルトラマン』の効果音や『君色思い』の原曲の一部に関してはそのまま使われている。

### アニメオリジナルの戦闘形態・魔法アイテム・武器
マジカルプリンセス
アニメ版で設定された、チャチャの変身した戦闘形態で、元のチャチャよりも年齢が高い姿をしている。
プリンセスメダリオン
第一話で、チャチャがセラヴィーからもらったペンダント。これとリーヤのブレスレット、しいねちゃんのリングを合わせ、3人の愛・勇気・希望の力を合わせる時、チャチャはマジカルプリンセスに変身することが出来る。また、中央の宝石には大王であるジーニアス（チャチャの祖父）が封じ込められていた。なお当初の設定名は「フォルセティメダリオン」。
ビューティーセレインアロー
チャチャが初めてマジカルプリンセスに変身した時に持っていた聖なる弓矢。「ビューティーセレインアロー マジカルシュート!」というかけ声とともに、矢を放ち、邪悪な心を討つ。パート1では主に戦闘に、パート2、3では主に後述するウィングクリスの元である、不死鳥を呼び出すことに使用する。呼び出す呪文は「セイント・フェアリー・ナビゲーション!」。前半は無敵の強さを誇ったが、アクセスに破られて以降は効かない敵が多くなり、武器としての役割はウィングクリスに出番を譲ることになる。
演出を務めた佐藤竜雄によると、この武器はタカラが過去にスポンサーを務めていた別のアニメ『魔法のエンジェルスイートミント』に登場するミントアローの金型を流用するために登場することとなったとのこと。
ウィングクリス
伝説の不死鳥の剣。飛べない、なんだか情けない鳥・ピー助（声：島本須美）が不死鳥として目覚め、変身した姿である。「ウィングクリス・バーニングフラッシュ!」と唱えてバーニングフラッシュを放つ。ウィングクリスは邪悪な心を破壊するため、人を殺傷する能力はない。邪悪な心を持たないものが当たってもダメージを受けないという特徴を持つ。パート2、3で使用。剣使用時は「ビューティーセレインアロー・セイントフェアリーナビゲーション」とビューティーセレインアローを天に向けて放ち、不死鳥を召喚する。そして「ライトニングフェザースキルアップ」と唱え、ウィングクリスへと変化させる。ちなみにウィングクリスを持つと、マジカルプリンセスのブレスレットがフェニックスの模様を浮き立たせるように変化する。登場以降は相対した全ての敵を浄化しているが、カザンダン、ハーピー、バリキマッスルー、大魔王には一度破られている。また、アローに比べると接近戦を行う必要があり、自身の弱点である防御面がしばしば露呈することになる。
バードシールド
王家筆頭鍛冶屋ムーラ・マーサがエンジェル砂鉄から作った伝説の盾。カザンダン戦により実質的な敗北を喫し、マジカルプリンセスの弱点が防御面であることをセラヴィーに指摘され、探索の後入手する。その防御性能は特に優れており、ほぼすべての魔族の攻撃はバードシールドを貫いてチャチャにダメージを与えることはなかった。非常に重い。パート2、3で使用。既にエンジェル砂鉄は採掘され尽くしてしまっていたため、エデン鉱山出身の冒険家クラウドの希望により、彼の持っていたエンジェル砂鉄で昔作られたトランペットを溶かし、この武器が作られた。変身と同時に自動的に装着されるわけではなく、チャチャ自身の判断で「バードシールド・ビルドアップ!」と掛け声を行うことで装着・発動されるため、敵の想定外の攻撃に対して発動する間もなくダメージを受けてしまうこともあった。ソプラノとバリトンの合体技によって破壊されてしまった。
クレッセント・オーロラ・ブレスレット
国王、チャチャの父が若い頃に旅をしていた時の拠り所にしていたアイテム。ボタンを押して呪文を唱えるとブレスレットに付いている三日月がブーメランとなり、なんらかの役に立つアイテムが帰って来る。パート3で登場。アイテムにならずにブーメランのままチャチャ達を追いかけたことや、そのまま帰って来なかったりする時もあったが、最終的には役に立つことをしてくれる、頼りになるブレスレットである。掛け声は「クレッセントオーロラブレスレット、お助けブーメラン!」。
魔法の通信コンパクト
王妃、チャチャの母がチャチャに渡したアイテム。これを開くとチャチャのお母さんと顔を見ながら通信できる。これによりチャチャは遠くにいても頻繁に母親と連絡を取ることが出来るようになった。
なんでも詰め込みブローチ
大王、チャチャの祖父の秘蔵品。「便利に収納らくらく運搬」と唱えると、大きなものでも小さなものでもなんでも詰め込み持ち運びが出来る。巨大なパンや、岩穴、そして人が入ったままの家でさえ小さなブローチの中に詰め込める。海坊主を取り込んだ時にその中の様子が映し出されたが、それによると、岩、家、車、テーブル、ドライヤー、布団、カバン、ティッシュペーパー、ヤシの木、パン（?）、おばあさん（?）、水が入っていた。
ホーリーバード（国王の印）
マジカルキャッスルに祀られている聖なる彫像。心正しき人がこれを奏でる時、世界中に花が咲き、汚れた血を清められる一方、心悪しき者が奏でると、世界は醜悪と恐怖に満ちた世界となってしまうという王家に伝わる秘宝。大魔王に城を襲撃された時に見つからない場所へ逃げさせる魔法をかけ、静かに眠っていた。しかし、そんな宝と知らない魔族の手に渡り、暗黒魔界へ通じる穴をあけてしまった。が、その魔族はチャチャ達により倒され、穴も塞がれ、平和がまた守られた。
ニャンダバーシリーズ
ミケネコ博士が開発した巨大ロボット。「ニャンダバーZ」は原作に登場するが、後継機はアニメオリジナルである。
機動メカ ニャンダバーZ（ゼット）
初代ロボット。ロケットパンチを備える。アニメは9話で登場。
究極最強超無敵機動合体ロボ ニャンダバーZZ（ダブルゼット）
ゴニャンジャー（ミケネコ博士とその兄弟）の5人が操縦する合体ロボ。17話登場。
グレート・ニャンダバー（ウルトラスーパースペシャルバージョン）
山よりも大きい超巨大ロボット。ただし大きすぎて動かない。35話登場。
究極最終これでおしまい機動メカ ニャンダバーWXYZ（ダブルエックスワイゼット）
頭頂高:28.52m 自重:54.3t 全備重量:93.7t 最大出力:3800000hp 飛行速度:M9.99 水中速度:400kt
ニャンダバーシリーズ最終最強ロボ。しかし倒す相手のマジカルプリンセスはすでにおらず、使い道がなくなってしまったため、国王に譲られた。65、72、74話とOVA第3話に登場。

その他の設定アイテムとして「ウイングクラウン」「エメラルドクラスプ」「シャインネックレス」「ミラクルバックル」「バードリング」などがある（番組未使用、食玩のみ）。

### スタッフ
- 原作 - 彩花みん
- 企画 - 片岡義朗（ASATSU）
- 演出協力 - 高橋良輔（あかばんてん）
- 監督 - 辻初樹
- キャラクターデザイン・総作画監督 - 渡辺はじめ
- 美術監督 - 小林七郎
- 撮影監督 - 羽山泰功
- 音楽 - 佐橋俊彦、手塚理（第31話 - [注釈 4]）
- 音響監督 - 田中一也
- プロデューサー - 小林教子（テレビ東京）、松下洋子（NAS）、若菜章夫（スタジオぎゃろっぷ）
- 編集 - 松村正宏→山森重之（JAY FILM）
- アニメーション制作 - スタジオぎゃろっぷ
- 製作 - テレビ東京、NAS

### 主題歌
「君色思い」
SMAP（VHS版・LD版・DVD-BOXでは沢田聖子）によるオープニングテーマ。作詞・作曲は林田健司、編曲はCHOKKAKU（VHS版・LD版・DVD-BOXでは戸塚修）
前述の通り、VHS版・LD版・DVD-BOXでは権利の都合上、アレンジと歌い手が異なる。
作詞と作曲を務めた林田健司はセルフカバーもしており、アルバム『東洋一』に収録されている。
「笑顔が好きだから」
沢田聖子によるエンディングテーマ。作詞・作曲は沢田聖子、編曲は戸塚修。
「チャチャにおまかせ」
鈴木真仁・桜井智・赤土眞弓によるエンディングテーマ。作詞は織田ゆり子、作曲は五島翔、編曲は矢吹俊郎、
「ようこそマジカル・スクールへ」
鈴木真仁 with Magical Studyによるエンディングテーマ。作詞は織田ゆり子、作曲・編曲は佐橋俊彦。
元々は後述の#ミュージカルで使用されていた楽曲だった。
「今日が大好き」
鈴木真仁・並木のり子・赤土眞弓・桜井智による挿入歌。作詞は大地丙太郎、作曲は佐橋俊彦、編曲は手塚理。
「Chance!! 〜いつも君のそばに〜」
鈴木真仁・桜井智・赤土眞弓による挿入歌。作詞・作曲・編曲は松浦有希。
「友だちのテーマ〜みんなでできること〜」
島本須美・本多知恵子・柏倉つとむ・冨永みーな・松野太紀による挿入歌。作詞は織田ゆり子、作曲・編曲は佐橋俊彦。
「初恋物語」
鈴木真仁・桜井智・赤土眞弓による挿入歌。作詞は織田ゆり子、作曲・編曲は松浦有希。
「まいごのねこ〜なんとかなるわ、がんばるもん〜」
鈴木真仁による挿入歌。作詞は大地丙太郎・佐藤竜雄、作曲は鈴木真仁、編曲は手塚理。
「My Dear」
鈴木真仁による挿入歌。作詞・作曲・編曲は松浦有希。
「夢を忘れない」
沢田聖子による挿入歌。作詞・作曲は沢田聖子、編曲は戸塚修。

### 放送局
放送日時は出典があるものと山陰放送を除き1995年1月時点、山陰放送は1996年9月時点のものとする。放送系列は放送当時のものとする。
| 放送対象地域  | 放送局             | 放送日時                                                                    | 放送時間                                                 | 系列           | 備考       |
| ------------- | ------------------ | --------------------------------------------------------------------------- | -------------------------------------------------------- | -------------- | ---------- |
| 関東広域圏    | テレビ東京         | 1994年1月7日 - 1995年6月30日                                                | 金曜 18:00 - 18:30                                       | テレビ東京系列 | 制作局     |
| 北海道        | テレビ北海道       | 1994年1月7日 - 1995年6月30日                                                | 金曜 18:00 - 18:30                                       | テレビ東京系列 |            |
| 愛知県        | テレビ愛知         | 1994年1月7日 - 1995年6月30日                                                | 金曜 18:00 - 18:30                                       | テレビ東京系列 |            |
| 大阪府        | テレビ大阪         | 1994年1月7日 - 1995年6月30日                                                | 金曜 18:00 - 18:30                                       | テレビ東京系列 |            |
| 岡山県 香川県 | テレビせとうち     | 1994年1月7日 - 1995年6月30日                                                | 金曜 18:00 - 18:30                                       | テレビ東京系列 |            |
| 福岡県        | TXN九州            | 1994年1月7日 - 1995年6月30日                                                | 金曜 18:00 - 18:30                                       | テレビ東京系列 | [ 注釈 6 ] |
| 青森県        | 青森放送           | - 1995年3月                                                                 | 木曜 17:30 - 18:00                                       | 日本テレビ系列 | [ 注釈 7 ] |
| 岩手県        | テレビ岩手         |                                                                             | 木曜 16:00 - 16:30                                       | 日本テレビ系列 |            |
| 宮城県        | 仙台放送           |                                                                             | 日曜 9:30 - 10:00                                        | フジテレビ系列 |            |
| 秋田県        | 秋田放送           | - 1995年11月28日                                                            | 火曜 17:30 - 18:00 火曜 16:55 - 17:25                    | 日本テレビ系列 |            |
| 山形県        | 山形放送           |                                                                             | 火曜 17:00 - 17:30                                       | 日本テレビ系列 |            |
| 福島県        | 福島テレビ         | - 1995年10月3日                                                             | 金曜 16:30 - 17:00 月曜 - 木曜 16:00 - 16:30             | フジテレビ系列 |            |
| 新潟県        | 新潟放送           | 1994年1月14日 - 1995年7月28日                                               | 金曜 16:20 - 16:50                                       | TBS系列        |            |
| 長野県        | テレビ信州         |                                                                             | 水曜 17:00 - 17:30                                       | 日本テレビ系列 |            |
| 富山県        | チューリップテレビ | 1994年1月30日 - 1995年7月30日                                               | 日曜 10:30 - 11:00                                       | TBS系列        |            |
| 石川県        | 石川テレビ         | 1994年1月21日 - 3月31日 1994年4月8日 - 9月30日 1994年10月7日 - 1995年7月7日 | 木曜 16:00 - 16:30 金曜 16:00 - 16:30 金曜 16:30 - 17:00 | フジテレビ系列 |            |
| 福井県        | 福井テレビ         | 1995年6月12日 - 1997年3月10日 1997年3月31日 - 1997年6月2日                  | 月曜 16:30 - 17:00 月曜 16:25 - 16:55                    | フジテレビ系列 |            |
| 静岡県        | テレビ静岡         | 1995年1月13日 -                                                             | 金曜 16:30 - 17:00                                       | フジテレビ系列 |            |
| 京都府        | KBS京都            |                                                                             | 日曜 12:00 - 12:30                                       | 独立局         |            |
| 奈良県        | 奈良テレビ         |                                                                             | 金曜 18:30 - 19:00                                       | 独立局         |            |
| 和歌山県      | テレビ和歌山       | 1995年2月8日 -                                                              | 水曜 18:30 - 19:00                                       | 独立局         |            |
| 鳥取県 島根県 | 山陰放送           |                                                                             | 水曜 16:55 - 17:25                                       | TBS系列        |            |
| 広島県        | 広島テレビ         |                                                                             | 日曜 11:00 - 11:30                                       | 日本テレビ系列 |            |
| 愛媛県        | 南海放送           |                                                                             | 金曜 17:00 - 17:30                                       | 日本テレビ系列 |            |
| 熊本県        | 熊本放送           | 1994年4月18日 - 1995年10月16日                                              | 月曜 17:00 - 17:30                                       | TBS系列        |            |
| 鹿児島県      | 鹿児島テレビ       |                                                                             | 金曜 16:30 - 17:00                                       | フジテレビ系列 | [ 注釈 8 ] |
| 沖縄県        | 沖縄テレビ         |                                                                             | 金曜 16:00 - 16:30                                       | フジテレビ系列 |            |

### 放映リスト
| 話数 | 初放送日      | サブタイトル                           | 脚本     | コンテ       | 演出       | 作画監督          |
| ---- | ------------- | -------------------------------------- | -------- | ------------ | ---------- | ----------------- |
| 1    | 1994年 1月7日 | お騒がせ魔法使い登場                   | 山田隆司 | 辻初樹       | 辻初樹     | 小西洋子          |
| 2    | 1月14日       | ライバルは黒ずきん                     | 柳川茂   | 桜井弘明     | 桜井弘明   | 音地正行          |
| 3    | 1月21日       | ぶりっこ人魚マリン!                    | 三井秀樹 | 佐藤竜雄     | 佐藤竜雄   | 木村文代          |
| 4    | 1月28日       | 必殺!三匹の子ぶた攻撃                  | 戸田博史 | 大地丙太郎   | 大地丙太郎 | 小西洋子          |
| 5    | 2月4日        | きゅーちゃんとデート                   | 山田隆司 | 石山タカ明   | 棚橋一徳   | 木下和栄          |
| 6    | 2月11日       | 赤ちゃんは魔法がお下手                 | 三井秀樹 | 佐々木和宏   | 佐々木和宏 | 海谷敏久          |
| 7    | 2月18日       | 寒さ爆発!先生は雪女                    | 金春智子 | 松本佳久     | 松本佳久   | 小西洋子          |
| 8    | 2月25日       | 私のケーキは一番ざんす                 | 柳川茂   | 桜井弘明     | 桜井弘明   | 音地正行          |
| 9    | 3月4日        | 発進!ニャンダバーZ                     | 山田隆司 | 青木佐恵子   | 青木佐恵子 | 生野裕子          |
| 10   | 3月11日       | きゅーちゃんの逆襲!                    | 戸田博史 | 大地丙太郎   | 大地丙太郎 | 藤田宗克          |
| 11   | 3月18日       | 決定!?すしチャンピオン                 | 柳川茂   | 石山タカ明   | 下司泰弘   | 小西洋子          |
| 12   | 3月25日       | お鈴ちゃんの初恋                       | 三井秀樹 | 佐々木和宏   | 佐々木和宏 | 木村文代 生野裕子 |
| 13   | 4月1日        | がんばれ お留守番!                     | 金春智子 | 渡辺慎一     | 棚橋一徳   | 木下和栄          |
| 14   | 4月8日        | 大魔王様はお怒りでゲス                 | 高橋良輔 | 辻初樹       | 辻初樹     | 渡辺はじめ        |
| 15   | 4月15日       | 誕生!フランケンちゃん                  | 山田隆司 | 鈴木卓夫     | 鈴木卓夫   | 久米一成          |
| 16   | 4月22日       | 出た!海坊主の妹                        | 戸田博史 | 大地丙太郎   | 大地丙太郎 | 藤田宗克          |
| 17   | 4月29日       | 帰ってきたニャンダバー                 | 三井秀樹 | 桜井弘明     | 桜井弘明   | 音地正行          |
| 18   | 5月6日        | ゾンビ警報!うらら学園                  | 柳川茂   | 佐藤竜雄     | 佐藤竜雄   | 生野裕子          |
| 19   | 5月13日       | 恐怖!どろしーの妹?                     | 柳川茂   | 松本佳久     | 松本佳久   | 沢田正人          |
| 20   | 5月20日       | 怪盗ネズミキッドの挑戦                 | 戸田博史 | 大地丙太郎   | 大地丙太郎 | 藤田宗克          |
| 21   | 5月27日       | 危険がいっぱい露天風呂                 | 柳川茂   | 佐山聖子     | 佐山聖子   | 久米一成          |
| 22   | 6月3日        | びっくり!いけにえ初体験                | 戸田博史 | 松本佳久     | 松本佳久   | 小西洋子          |
| 23   | 6月10日       | 戦え!卒業試験                          | 三井秀樹 | 桜井弘明     | 桜井弘明   | 音地正行          |
| 24   | 6月17日       | 私が伝説の王女様?                      | 山田隆司 | 佐藤竜雄     | 佐藤竜雄   | 木村文代          |
| 25   | 6月24日       | なぜなぜ!アロー破れる                  | 山田隆司 | 大地丙太郎   | 大地丙太郎 | 藤田宗克          |
| 26   | 7月1日        | どけどけ恋のおじゃま虫                 | 高橋良輔 | 辻初樹       | 辻初樹     | 渡辺はじめ        |
| 27   | 7月8日        | 火事場のチャチャパワー                 | 柳川茂   | 佐山聖子     | 鈴木卓夫   | 久米一成          |
| 28   | 7月15日       | 不死鳥の沼探検隊                       | 戸田博史 | 桜井弘明     | 下司泰弘   | 沢田正人          |
| 29   | 7月22日       | ようこそ!不死鳥の里へ                  | 金春智子 | 松本佳久     | 松本佳久   | 鄭順子            |
| 30   | 7月29日       | これが噂の不死鳥の剣（ウイングクリス） | 三井秀樹 | 佐藤竜雄     | 佐藤竜雄   | 生野裕子          |
| 31   | 8月5日        | 特訓がいっぱい!                        | 柳川茂   | 大地丙太郎   | 大地丙太郎 | 藤田宗克          |
| 32   | 8月12日       | 危険な恋のトライアングル               | 山口宏   | 桜井弘明     | 桜井弘明   | 音地正行          |
| 33   | 8月19日       | しいねちゃん宿命の対決                 | 戸田博史 | 村橋しま子   | 村橋しま子 | 飯田宏義          |
| 34   | 8月26日       | 再会!涙の子守歌                        | 戸田博史 | 義野利幸     | 下司泰弘   | 小西洋子          |
| 35   | 9月2日        | しつこいぞ!ニャンダバー                | 金春智子 | 大地丙太郎   | 大地丙太郎 | 藤田宗克          |
| 36   | 9月9日        | 真実の鏡はウソツキだ!                  | 三井秀樹 | 佐藤竜雄     | 佐藤竜雄   | 生野裕子          |
| 37   | 9月16日       | 花咲か先生バラバラマン                 | 柳川茂   | 義野利幸     | 松本佳久   | 松崎一            |
| 38   | 9月23日       | みんなでアニマル!                      | 山口宏   | 桜井弘明     | 桜井弘明   | 音地正行          |
| 39   | 9月30日       | 竜宮城でカッパ巻き                     | 戸田博史 | 細田雅弘     | 細田雅弘   | 石川修            |
| 40   | 10月7日       | ニャンコハウスで朝食を                 | 高橋良輔 | 辻初樹       | 辻初樹     | 渡辺はじめ        |
| 41   | 10月14日      | ねぶそく魔人大噴火!                    | 三井秀樹 | 大地丙太郎   | 大地丙太郎 | 藤田宗克          |
| 42   | 10月21日      | 伝説のシールドを探せ!                  | 柳川茂   | 佐藤竜雄     | 佐藤竜雄   | 生野裕子 柳田義明 |
| 43   | 10月28日      | 完成!バードシールド                    | 戸田博史 | 松本佳久     | 松本佳久   | 松崎一            |
| 44   | 11月4日       | 輝け!うらら学園同窓会                  | 金春智子 | 義野利幸     | 下司泰弘   | 小西洋子          |
| 45   | 11月11日      | 本物はだれなのー!                      | 山口宏   | 原征太郎     | 津田義三   | 石川修            |
| 46   | 11月18日      | 進め!マジカル忍者部隊                  | 三井秀樹 | 桜井弘明     | 桜井弘明   | 音地正行          |
| 47   | 11月25日      | 熱き友情の橋を渡れ!                    | 柳川茂   | 大地丙太郎   | 大地丙太郎 | 藤田宗克          |
| 48   | 12月2日       | 狸合戦!ぶんぶく茶がま                  | 戸田博史 | 佐藤竜雄     | 佐藤竜雄   | 生野裕子          |
| 49   | 12月9日       | ゆけ!伝説の戦士たち                    | 戸田博史 | 松本佳久     | 松本佳久   | 松崎一            |
| 50   | 12月16日      | 愛と勇気と希望の大決戦                 | 戸田博史 | 桜井弘明     | 下司泰弘   | 小西洋子          |
| 51   | 12月23日      | プリンセスの休日                       | 高橋良輔 | 辻初樹       | 辻初樹     | 渡辺はじめ        |
| 52   | 1995年 1月6日 | 脱走!脱走!大しっぱい                   | 三井秀樹 | 原征太郎     | 原征太郎   | 石川修            |
| 53   | 1月13日       | 世界一になっちゃった!                  | 山口宏   | 大地丙太郎   | 大地丙太郎 | 藤田宗克          |
| 54   | 1月20日       | 挑戦者ゾロゾロ                         | 柳川茂   | 桜井弘明     | 桜井弘明   | 音地正行          |
| 55   | 1月27日       | 忘れちゃだめよ国王の印                 | 三井秀樹 | 佐藤竜雄     | 佐藤竜雄   | 生野裕子          |
| 56   | 2月3日        | さよならホーリーアップ                 | 戸田博史 | しぎのあきら | 桜井弘明   | 桜井木ノ実        |
| 57   | 3月3日        | 世界一に向ってすべろ!                  | 戸田博史 | 津田義三     | 津田義三   | 石川修            |
| 58   | 3月10日       | エリザベスSOS!                         | 柳川茂   | 大地丙太郎   | 大地丙太郎 | 藤田宗克          |
| 59   | 3月17日       | すっごく小さな恋物語                   | 山口宏   | 桜井弘明     | 下司泰弘   | 小西洋子          |
| 60   | 3月24日       | すきすきやっこちゃん!                  | 三井秀樹 | 佐藤竜雄     | 根岸宏樹   | 生野裕子          |
| 61   | 3月31日       | ヤングセラヴィーの冒険                 | 戸田博史 | 大地丙太郎   | 桜井弘明   | 音地正行          |
| 62   | 4月7日        | スクープ!ピンクの秘密                  | 戸田博史 | 大地丙太郎   | 大地丙太郎 | 藤田宗克          |
| 63   | 4月14日       | とげとげ二人三脚                       | 金春智子 | 細田雅弘     | 細田雅弘   | 石川修            |
| 64   | 4月21日       | びっくり!リーヤママ?                   | 柳川茂   | しぎのあきら | 下司泰弘   | 鄭順子            |
| 65   | 4月28日       | 懐かしいぞニャンダバー                 | 高橋良輔 | 辻初樹       | 辻初樹     | 渡辺はじめ        |
| 66   | 5月5日        | 武闘派先生 まやちょん                  | 三井秀樹 | 木村哲       | 木村哲     | 林桂子            |
| 67   | 5月12日       | 恐怖!12日の金曜日                      | 山口宏   | 桜井弘明     | 桜井弘明   | 小西洋子          |
| 68   | 5月19日       | 海坊子!初恋大バトル                    | 柳川茂   | 大地丙太郎   | 大地丙太郎 | 藤田宗克          |
| 69   | 5月26日       | 必勝!ダンスパーティー                  | 戸田博史 | 木村哲       | 細田雅弘   | 石川修            |
| 70   | 6月2日        | やっこちゃんの初恋談義                 | 山口宏   | 桜井弘明     | 下司泰弘   | 音地正行          |
| 71   | 6月9日        | 再び!殿のおな〜り〜                    | 戸田博史 | しぎのあきら | 桜井弘明   | 小林一幸          |
| 72   | 6月16日       | しいねちゃん最大の失敗                 | 三井秀樹 | 木村哲       | 木村哲     | 生野裕子 木村文代 |
| 73   | 6月23日       | どろしー城の謎                         | 柳川茂   | 大地丙太郎   | 大地丙太郎 | 藤田宗克          |
| 74   | 6月30日       | お騒がせ!結婚宣言?                     | 戸田博史 | 辻初樹       | 桜井弘明   | 小西洋子          |

### OVA
テレビシリーズから半年後に製作されたOVA。テレビシリーズ制作時に頭角を現したスタッフのほとんどは他作品に参加していたため、スタッフの一部が入れ替わっている。
本作の特徴として、テレビシリーズ未登場だったポピィくん（声 - 松本梨香）、もみじ学園の園長（声 - 井上瑤）が登場する。現在は、全巻廃盤となっている。

#### 主題歌（OVA）
作詞・作曲・編曲・歌はいずれも松浦有希。
「Make me SMILE」
オープニングテーマ。
「願いはひとつ」
エンディングテーマ。

#### 各話リスト（OVA）
| 話数  | 発売日         | サブタイトル                      | 脚本     | コンテ | 演出   | 作画監督 |
| ----- | -------------- | --------------------------------- | -------- | ------ | ------ | -------- |
| Vol.1 | 1995年 12月6日 | ポピィくんがやってきた!           | 戸田博史 | 辻初樹 | 辻初樹 | 音地正行 |
| Vol.2 | 1996年 2月3日  | 温泉旅行をつかまえろ!             | 戸田博史 | 辻初樹 | 辻初樹 | 音地正行 |
| Vol.3 | 3月6日         | さよならチャチャ!涙の花いちもんめ | 戸田博史 | 辻初樹 | 辻初樹 | 音地正行 |

### ミュージカル
テレビアニメ放映中の1994年12月と放映終了後の1995年8月に東京・新橋の博品館劇場で上演された。再演時は大阪でも1日だけ上演あり。全2幕。ストーリーはマジカルプリンセスの登場するアニメ前半のいくつかのエピソードを取り入れながら、全体としてはオリジナルのストーリーとなっており、オリジナルの敵役が登場する。
演出は三ツ矢雄二、主役のチャチャは入絵加奈子、リーヤとしいねちゃんは当時ジャニーズJr.だった秋山純と三浦勉が演じた。マリンは初演時はアニメと同じく櫻井智だったが、再演時には宮島依里へと交代している。お鈴ちゃん役は、初演時は樋口智恵子、再演時にはアニメと同じく並木のり子と、チャチャ役の鈴木真仁がダブルキャストで演じた。他にもおゆき先生は冨永みーな、声だけで登場する大魔王は小村哲生と、アニメ同様のキャスティングが行われた。
1995年2月、マジカルプリンセス退場後（第56話と第57話の間）の3週にわたって初演時のダイジェスト版がアニメの放映枠で放映された。下記はその際のサブタイトルである。

#### 各話リスト（ミュージカル）
| 話数 | サブタイトル         | 初放送日       |
| ---- | -------------------- | -------------- |
| 1    | チャチャをつかまえろ | 1995年 2月10日 |
| 2    | 友達以上になりたい   | 2月17日        |
| 3    | みんなが一番優等生   | 2月24日        |

## 関連商品

### CD『聖・まじかるレビュー』
聖（セント）・まじかるレビューは赤ずきんチャチャのBGMと、オリジナルのストーリーのボイスアニメが収録されたサントラCDである。VOL.4で、VOL.5の発売を示唆していたが現在まで発売されておらず、全4枚。また他の項目にもあるように、リーヤの声優、香取慎吾は権利関係により出演は出来ず、犬のサウンドエフェクトが代用してある。同じ理由でSMAP歌唱のオープニングテーマはいずれの盤にも未収録。ドラマパートの脚本は、VOL.1はアニメの演出協力である高橋良輔、VOL.2 - 4はアニメの脚本を執筆した山口宏が担当している。
赤ずきんチャチャ 聖・まじかるレビューVOL.1
サントラ第一弾として1994年4月21日に発売。収録されたストーリーは全4作。リーヤは山の中で狩りを行っているため、出演はせず遠吠えの声しか聞こえない。中には珍しく大魔王とソーゲスを焦点に置いたコメディも収録されている。収録されている楽曲はマジカルプリンセスへの変身シーンの曲など、主にパート1から登場する曲が用意されている。音楽は佐橋俊彦によるものだけを収録。
赤ずきんチャチャ 聖・まじかるレビューVOL.2 うらら歌劇団・お披露目公演
サントラ第二弾。この作品では、CD一枚すべてを通してチャチャ達、うらら学園の卒業生がミュージカルをやるという設定で話が流れる。リーヤは大道具係兼王子役で出演するが、声は本物の犬の鳴き声となっている。ストーリーとストーリーの間に流れる、本来のサウンドトラックも、チャチャ達が「開演までの間、すばらしい音楽をお聴きください」などと指示をしていることなどから、完全に一つの作品としてまとめられていることが分かる。収録されている楽曲はパート1からパート2にかけての曲が多い。ウィングクリスのテーマや、アイキャッチの音楽などが収録されている。音楽は手塚理作曲のものが加わる。
赤ずきんチャチャ 聖・まじかるレビューVOL.3 帰ってきたうらら歌劇団
サントラ第三弾。基本的にVOL.2の内容を踏襲し、ミュージカルを行うという設定。収録されている楽曲は9曲と、どのシリーズよりも少ないが、パート2の後半あたりで使われた曲が多く、大魔王との戦いに行き着くまでの感動的なシーンで使われた曲、チャチャらしいおちゃらけシーンでもよく使われた曲などが収録されている。
赤ずきんチャチャ 聖・まじかるレビューVOL.4 お昼のバナナアワー
サントラ第四弾。「この作品は、うらら学園に放送室が出来たことを記念し、バナナ組の生徒のチャチャ、しいねちゃん、お鈴ちゃん、やっこちゃんが放送を行う」という設定である。リーヤはクラスで給食を食べていることになっている。収録されている楽曲は今までの中で最多の17曲で、パート3で使われた楽曲が多い。セラヴィーのテーマ曲「赤ずきんちゃん気をつけて」や、不思議の国のチャチャ（その2）など、全体的に使われていた曲もある。全体的に落ち着いて平和な曲が多い。また、映像ソフト版の沢田聖子によるオープニングテーマが収録されている。

### ゲーム
赤ずきんチャチャ
ゲームボーイ用ソフト。1995年4月28日にタカラと合併前のトミーより発売。開発はaccess。ジャンルはRPG。6人の登場人物でペアを組み、うらら学園の卒業試験に挑む。
赤ずきんチャチャ
スーパーファミコン用ソフト。1996年8月9日にトミーより発売。ジャンルはRPG。
赤ずきんチャチャ お騒がせパニックレース
PC-FX用ソフト。1996年10月25日に日本電気ホームエレクトロニクスより発売。ジャンルは双六RPG。
放送開始時からの魔王との対決がテーマ。放送終了やOVA発売よりも更に数か月経ってから発売された製品であり、かなりの変更点がある。
- 全編に渡ってアニメ本編から抜粋したシーンが挿入されるが、リーヤ役の香取の音声の二次使用についての折り合いがつかなかったため、ゲーム内の新録部分含め金子幸伸の声に差し替えられている。
- ゲーム中のBGMはテレビシリーズや主題歌として使われた楽曲を流用している。
- 当時のスタッフが集められず新規アニメパートは監督の辻初樹が脚本、演出に加えてキャラクターデザイン、作画監督を務めた。そのため、放送前後の渡辺はじめのデザインとは若干異なるデザインになっている。なお、新規部分はチャチャのアニメでは唯一のデジタル製作となっている。
- 上記の通り大魔王討伐までのストーリーを題材にしたものではあるが、一方で新規映像部分であるオープニングや各キャラのエンディングにおけるチャチャたちはマジカルプリンセス退場後のデザインで描かれている。

### データ集ソフト
パソコンデータ集ソフトとして以下の商品が発売された。スクリーンセーバーや壁紙の他、音声やMIDI音源も収録されている。Windows版・Classic Mac OS版の両方が存在するが、現在では古い環境でないと本来の動作をしない。
- まるごと赤ずきんチャチャ
- かんぺき赤ずきんチャチャ
- かると赤ずきんチャチャ
- ちゃっかり赤ずきんチャチャ
- 赤ずきんチャチャかれんだぁ

## 赤ずきんチャチャN
連載終了から11年を経て、『Cookie』（集英社）2011年5月号に続編『赤ずきんチャチャN（エヌ）』が掲載された。『N』はその『2』という意味である。これは1話読切だったが、同誌2012年1月号の付録『笑納ギャグ劇場』に2話目が掲載され、2012年8月号からは連載が始まり、2019年9月号にて連載が終了した。単行本全5巻。
原作最終回で魔界に行ったチャチャ達が、帰ってきた後を描いた続編。時系列としては、番外編で描かれた大人になったチャチャの話よりも前である。登場人物一同が、現代の東京に遊びに来たが、異世界ワープの瓶が壊れて帰れなくなり、都内のアパートで暮らし始める。チャチャは東京のお嬢様中学校、リーヤとしいねちゃんは公立の中学校に通い、おなじみのキャラクター達も続々と東京へやってくる。
原作者の彩花は執筆依頼が来た際、チャチャの設定等を忘れてしまったため、原作漫画とテレビアニメを参照しながら執筆をしたため、原作とアニメの設定が混在しているのが特徴である。
なお、続編製作に合わせてのメディア展開はあまり行われなかったものの、『アニメディア』でアニメ版のキャラクターデザインを担当した渡辺はじめが『N』の設定に属したイラストを描き下ろした。